# Xã Benton, Quận Howell, Missouri
Xã Benton (tiếng Anh: Benton Township) là một xã thuộc quận Howell, tiểu bang Missouri, Hoa Kỳ. Năm 2010, dân số của xã này là 2.127 người.